# شان جون
شان جون (مواليد 7 أغسطس 1994) هو ملاكم صيني، مثّل بلاده في الألعاب الأولمبية الصيفية 2016.

## روابط خارجية
شان جون على موقع بوكس ريك (الإنجليزية) (registration required)
- شان جون على موقع اللجنة الأولمبية الدولية (الإنجليزية)
- شان جون على موقع أوليمبيديا (الإنجليزية)
- شان جون على موقع اللجنة الأولمبية الصينية (الإنجليزية)